# Dąbrowa (Gdyně)
Dąbrowa je mladší okrajovou čtvrtí přímořského města Gdyně v Pomořském vojvodství v severním Polsku. Čtvrť se nenachází přímo u Baltského moře, avšak je do něj vzdálená cca 5,6 km. Podstatnou část čtvrti tvoří lesy, mokřady a vodní plochy. Severní hranici tvoří řeka Kacza. Severovýchodní část čtvrti Dąbrowa zasahuje do severní části Trojměstského krajinného parku (Trójmiejski Park Krajobrazowy). Východní část hranice čtvrti lemuje rychlostní silnice S6. V místě se nachází kostel (Kościół pw. Świętej Trójcy). Nejvyšším bodem čtvrti je kopec Donas (205 m n. m.) s rozhlednou Orange Góra Donas.

## Galerie

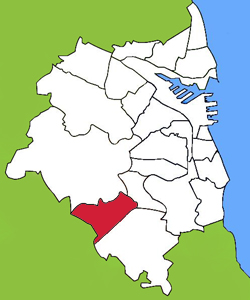
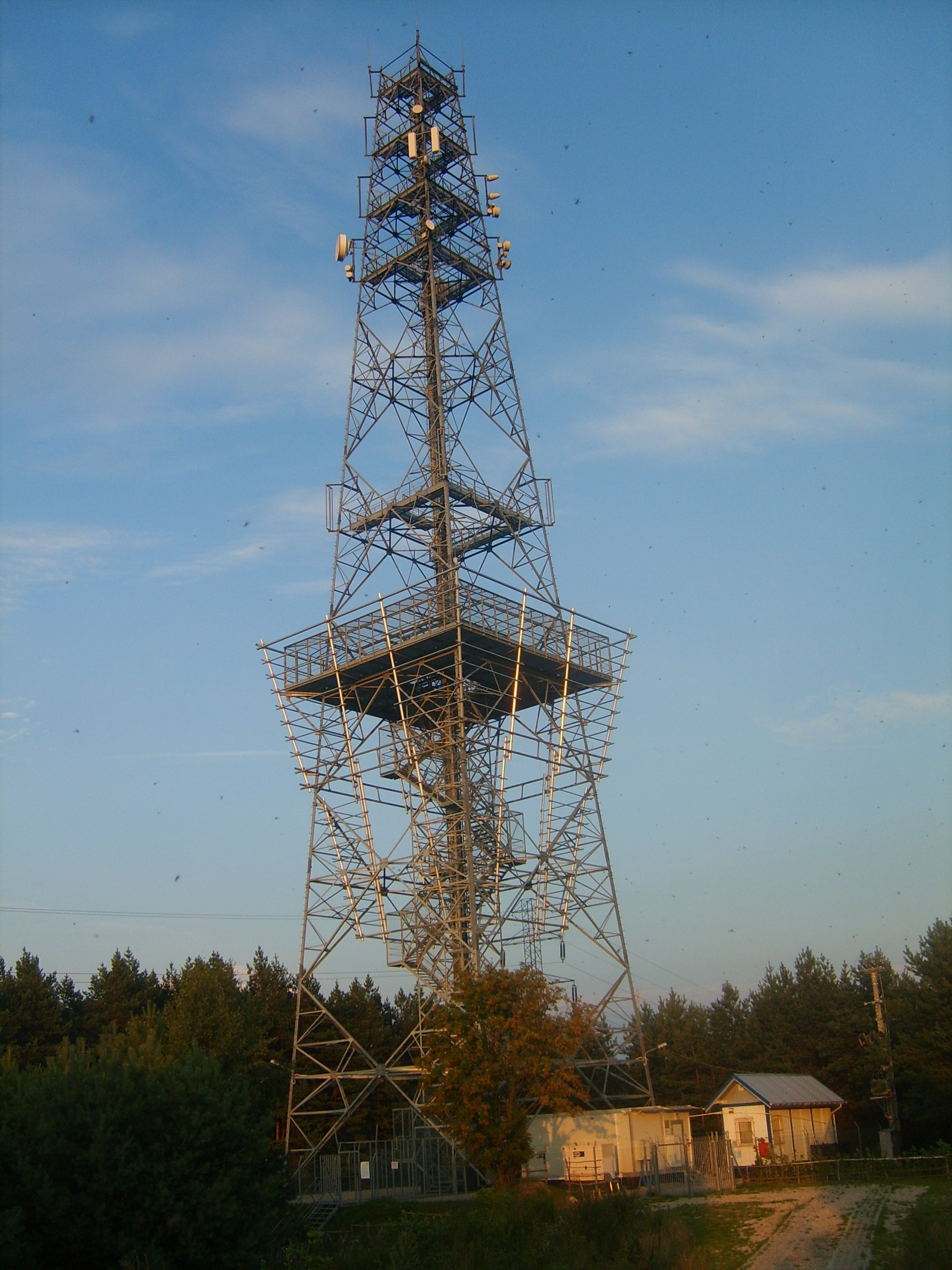
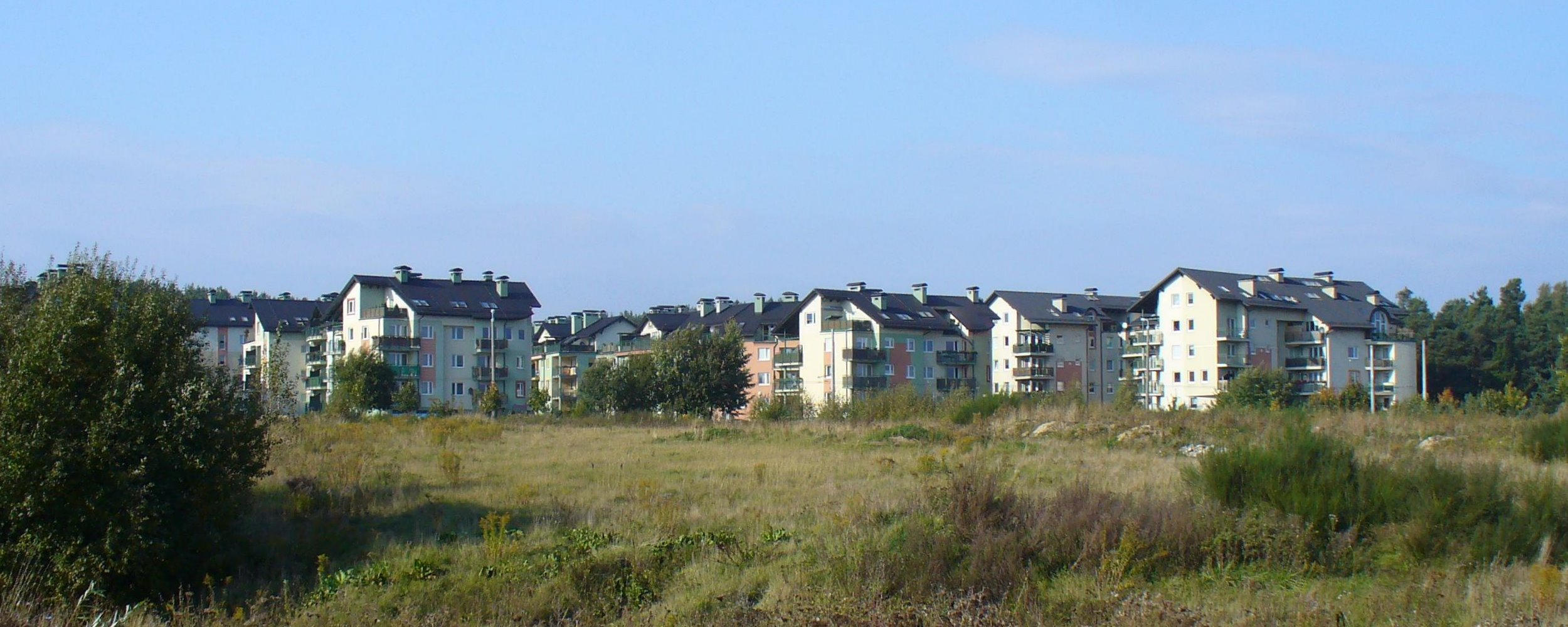